# Chiquinho da Mangueira
Francisco Manoel de Carvalho ou Chiquinho da Mangueira  (Rio de Janeiro, 18 de novembro de 1954) é um de dirigente de carnaval e político brasileiro, filiado ao Solidariedade. Atualmente é deputado estadual pelo Rio de Janeiro.

## História
Formado em Educação Física pela Universidade Gama Filho, Chiquinho foi criado no bairro de Vila Isabel, mas foi na Mangueira que criou raízes e onde se fez iniciado a Vila Olímpica da Mangueira, pelo qual implantou o Projeto Olímpico dessa comunidade. O bom trabalho feito na Mangueira, com a inclusão de jovens ao esporte fez com que Chiquinho até então desconhecido, ser indicado  a Presidência da SUDERJ, aonde permaneceu até dezembro de 2002. Em 2003, seu primeiro mandato como deputado estadual acabou coincidindo com a ocupação nos cargos de Secretário de Estado de Esporte e Presidente interino da SUDERJ. 
Em 2009, na gestão de Eduardo Paes, foi nomeado como Secretário Municipal de Esportes e Lazer, permanecendo nessa função até março de 2010, quando se retirou para tentar sua segunda reeleição a deputado estadual.. desde então, reeleito para o segundo mandato na ALERJ, vem desenvolvendo projetos voltados para a população do Rio de Janeiro, principalmente no que se refere ao esporte.
Em 2013, Chiquinho concorreu a presidência da Mangueira pela chapa "Muda Mangueira de novo"  e com o apoio de alguns mangueirenses ilustres como Alcione, Nelson Sargento e Rosemary elegeu-se presidente da escola, da qual ficará a frente pelo menos até 2016; apos eleito anunciou nomes para a construção do carnaval do próximo ano da verde e rosa, como a carnavalesca Rosa Magalhães, campeã do carnaval 2013 pela escola de samba Vila Isabel, e o coreografo Carlinhos de Jesus que retorna à escola. 
Nas eleições de 2014, tentou a reeleição para mais um mandato na ALERJ, sendo reeleito para a Legislatura 2015-2019, com 27.182 votos, pelo Partido da Mobilização Nacional (PMN). Na preparação para o carnaval 2016, escolheu o novato Leandro Vieira, como carnavalesco e o resultado deu certo, sendo campeão após 14 anos de jejum. Depois do carnaval, Chiquinho confirmou ser candidato a reeleição.
Em abril de 2015, em polêmica votação, foi um dos parlamentares a votar a favor da nomeação de Domingos Brazão para o Tribunal de Contas do Estado do Rio de Janeiro, nomeação esta muito criticada na época.
No dia 20 de fevereiro de 2017, foi um dos 41 deputados estaduais a votar a favor da privatização da CEDAE.
Em 17 de novembro de 2017, votou pela revogação da prisão dos deputados Jorge Picciani, Paulo Melo e Edson Albertassi, denunciados na Operação Cadeia Velha, acusados de integrar esquema criminoso que contava com a participação de agentes públicos dos poderes Executivo e do Legislativo, inclusive do Tribunal de Contas, e de grandes empresários da construção civil e do setor de transporte. No dia seguinte, o Podemos (PODE) anunciou sua expulsão da legenda. 
Nas eleições de 2018, Chiquinho da Mangueira foi reeleito deputado estadual para a 12ª legislatura (2019–2023) da Assembleia Legislativa do Estado do Rio de Janeiro (Alerj). No pleito, como candidato do Partido Social Cristão (PSC), Chiquinho obteve 22.141 votos.

## Controvérsias

### Operação Furna da Onça
No dia 8 de novembro de 2018, Chiquinho da Mangueira foi preso por policiais federais que cumpriam mandado de prisão temporária expedido pelo Tribunal Regional Federal da 2ª Região (TRF-2) no âmbito da Operação Furna da Onça. De acordo com o Ministério Público Federal, o parlamentar teria recebido uma quantia superior a R$ 3 milhões para que votasse na Assembleia Legislativa do Estado do Rio de Janeiro (Alerj) de acordo com os interesses do grupo político comandado pelo ex-governador Sérgio Cabral. No dia 12 de novembro de 2018, o político passou a cumprir prisão preventiva após decisão do TRF-2 que considerou o risco de destruição de provas fundamentais para o prosseguimento das investigações. No entanto, no dia 16 de janeiro de 2019, o ministro João Otávio de Noronha, do Superior Tribunal de Justiça (STJ), concedeu medida liminar que determinou que Chiquinho da Mangueira passasse a cumprir prisão domiciliar com uso de tornozeleira eletrônica. O político deixou a Cadeia Pública Pedrolino Werling de Oliveira, onde estava encarcerado desde novembro de 2018, no dia 16 de janeiro de 2019 para cumprir a determinação provisória do STJ.
O "Sistema ST", utilizado para o controle das transações bancárias envolvidas no esquema desvelado pela Operação Furna da Onça, aponta que foram feitos seis pagamentos de R$ 500 mil a Chiquinho da Mangueira, totalizando R$ 3 milhões, no período entre dezembro de 2013 e fevereiro de 2014. O parlamentar também é apontado como recebedor de uma propina mensal de R$ 20 mil.
De acordo com o Ministério Público Federal (MPF), Chiquinho da Mangueira também tinha influência para nomeações em postos do Detran-RJ situados nos bairros cariocas de Benfica, da Mangueira e de Vila Isabel, indicações que, segundo a procuradora Renata Ribeiro Baptista, totalizavam 74. As nomeações feitas pelo parlamentar eram para chefes de unidades, responsáveis pelas vistorias, e para assistentes. Os funcionários indicados para os postos também atuavam em campanhas políticas do político, garantindo-lhe votações expressivas em suas regiões de influência para nomeações. A disponibilização de cargos, tanto para Chiquinho da Mangueira quanto para outros deputados estaduais, era feita em troca de votos favoráveis na Assembleia Legislativa do Estado do Rio de Janeiro (Alerj) aos projetos de interesse do Grupo Facility/Prol, vencedor dos contratos para fornecimento de mão de obra nos postos do Detran-RJ, cujo proprietário era o empresário Arthur César Soares na época em que Sérgio Cabral era governador do Rio de Janeiro.
As investigações apontam ainda que o deputado estadual teria pedido dinheiro de propina da organização criminosa chefiada por Sérgio Cabral para a realização de um desfile da Estação Primeira de Mangueira, escola de samba da qual era presidente desde 2013. De acordo com um depoimento de Sergio de Castro Oliveira, ex-assessor de Cabral e conhecido como Serjão, Chiquinho teria recebido R$ 200 mil para a realização de um desfile da escola, valor que foi entregue ao lado da casa da mãe do político e que era uma parcela de um total de R$ 1 milhão pago ao parlamentar.